# Pilea plumulosa
Pilea plumulosa är en nässelväxtart som beskrevs av A.K. Monro. Pilea plumulosa ingår i släktet pileor, och familjen nässelväxter. Inga underarter finns listade i Catalogue of Life.